# Hôtel des 3 Collèges

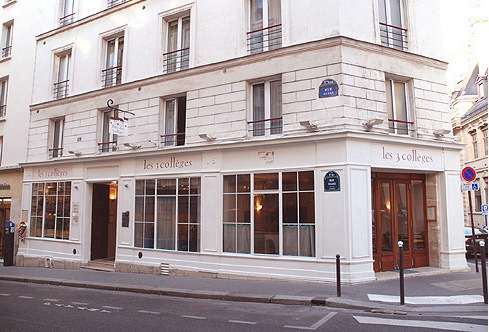

L'Hôtel des Trois Collèges è situato al numero 16 della rue Cujas, nel Quartiere latino  di Parigi (5º arrondissement).  Il nome si riferisce ai tre antichi collegi della Montagne Sainte-Geneviève: la Sorbona, il Collegio di Cluny e il Collegio des Cholets (incorporato nel 1764 al Lycée Louis-le-Grand).

## Storia
L'Hotel si trova esattamente dove sorgeva il Collegio di Cluny, fondato nel 1261 dalla Congregazione cluniacense. Chiuso durante la Rivoluzione francese, fu utilizzato da Jacques-Louis David per dipingere L'incoronazione di Napoleone. Il pozzo dell'antico collegio può ancora essere visto nell'hotel attuale.

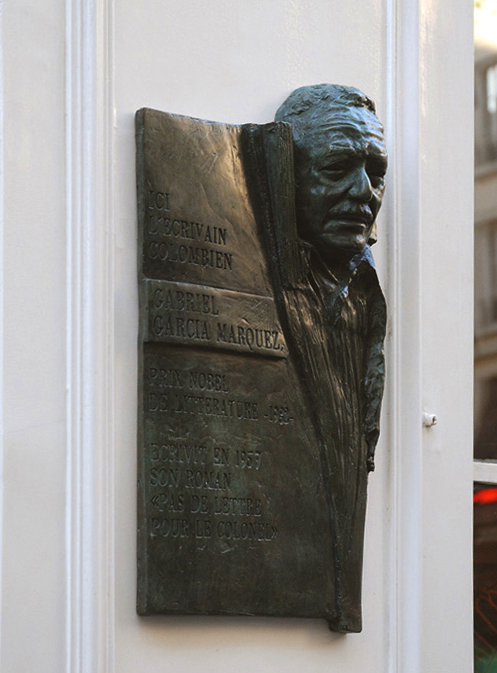
García Márquez

Arthur Rimbaud parla della corte interna del palazzo, in una lettera ad Ernest Delahaye, nel giugno del 1872: "Ho una bella stanza, che si affaccia su una corte chiusa, ma di tre metri quadri".
Il poeta Raoul Ponchon ha qui vissuto, dal 1911 fino alla sua morte, nel 1937. L'albergo si chiamava allora "Hôtel de Flandre".

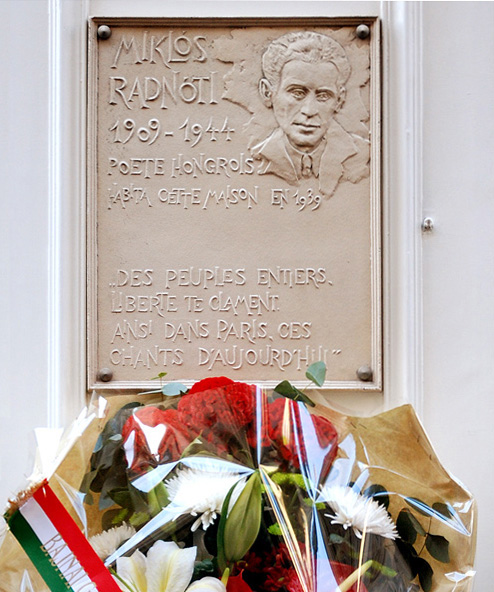
Miklós Radnóti

Il poeta ungherese Miklós Radnóti trascorse qui le estati del 1937 e 1939. Questi soggiorni sono rievocati nella poesia Parigi : "All'angolo del Boul'Mich' con la rue Cujas / il marciapiede monta un po'". Una targa commemorativa alla memoria del poeta posta all'entrata dell'albergo cita due versi della sua poesia Spagna : "Popoli interi, Libertà, gridano il tuo nome / così come questi canti, a Parigi oggi".
Lo scrittore Gabriel García Márquez ci ha scritto nel 1956 il romanzo Nessuno scrive al colonnello. Una targa dello scultore Milthon gli rende omaggio all'entrata.
Lo scrittore peruviano Mario Vargas Llosa vi ha soggiornato poco dopo.
L'albergo attuale, anche grazie alla sua posizione davanti alla Sorbona, fornisce diverse prestazioni in rapporto all'attività universitaria.